# Tury (powiat kolski)
Tury – wieś w Polsce położona w województwie wielkopolskim, w powiecie kolskim, w gminie Kościelec.
W latach 1975–1998 miejscowość administracyjnie należała do województwa konińskiego.